# هولو (ترانه)
«هولو» یا «هلو» نام ترانه‌ای مشترک از ساسی و آرش است که در ۱۶ اسفند ۱۴۰۲ از طریق رادیو جوان منتشر شد. این ترانه در ساعات اولیۀ پخش، بازتاب گسترده‌ای در فضای مجازی به همراه داشت.
 در پوستر و نماهنگ این ترانه، ساسی در نقش امیرکبیر و آرش در نقش ناصرالدین‌شاه ظاهر شده‌است.

## انتشار
ساسی در ابتدا وعدۀ پخش ترانه‌ای با نام «تک اردک» را داد. که به نوعی دیس به داریوش فرضیایی، مجری، بازیگر و کارگردان کودک بود. اما پس از پخش تیزری اعلام شد این ترانه برای آماده‌کردن مردم برای پخش ترانه‌ای با نام «هولو» است و «تک اردک» ترانه‌ای مجزا نیست.
در ابتدا تیم رادیو جوان وعده داد که «هولو» در ساعت ۲۰ روز چهارشنبه منتشر شود اما به دلیل لو رفتن ترانه و انتشار غیر منتظره، ساسی و تیم رادیو جوان مجبور به انتشار زود هنگام ترانۀ «هولو» در ساعت ۱۳ همان روز شدند.

## بازتاب‌ها
روزنامهٔ فرهیختگان در مطلبی انتقادی نوشت: ساسی مانکن خوانندهٔ خارج‌نشینی که برای جذب فالوور، دست به هر کاری می‌زند، تیزر آهنگ جدیدش را با گزاره‌های تصویری توهین به امیرکبیر منتشر کرد. ساسی در این کلیپ مثل آثار قبلی‌اش بی‌پروا اشارات واضحی به تکه‌کلام‌های جنسی و توهین‌آمیز دارد و نکتهٔ تأمل برانگیز اینکه در کار جدیدش، آرش خوانندهٔ لس‌آنجلسی با او هم‌خوانی می‌کند. واضح است که فضای موسیقی لس‌آنجلسی با از دست‌دادن طرفدارانش و آهنگی بی‌محتوا، تصمیم گرفته، مسیر ابتذال و فضیحت را برای شهرت انتخاب کند.